# TBSテレビの深夜アニメ枠
- TBSテレビ > TBSテレビ番組一覧 > TBSテレビの深夜アニメ枠
- BS-TBS > TBSテレビの深夜アニメ枠
- アニメ > テレビアニメ > 深夜アニメ > TBSテレビの深夜アニメ枠
- テレビ番組 > 深夜番組 > 深夜アニメ > TBSテレビの深夜アニメ枠

TBSテレビの深夜アニメ枠（ティービーエステレビのしんやアニメわく）では、『アニメリコ』（animerico）時代を含むTBSテレビ（かつての東京放送、現・TBSホールディングス。以下同じ）およびBS-TBS（BS-i時代を含む）の深夜帯（おおむね23時台以降）のアニメ（深夜アニメ）番組全般について扱う。また、過去に金曜未明（木曜深夜）以外に放送された系列局製作アニメ番組（逆ネット）枠や、TBSテレビが製作委員会に加わりながらも自局や系列局では放送せずに独立局や他系列のみで放送するアニメ番組などについてもまとめて取り上げる。

## 概要
2004年10月期より、TBSにて金曜未明（木曜深夜）に曜日を移行した上で、新作アニメ枠2本をレギュラー枠化。2017年4月期以降は地上波についてはTBSローカルでの放送を再開し、2019年7月期以降は旧作の再放送が行われるようになった。
2018年4月期より2021年7月期までは、TBS製作の深夜アニメの放送枠名称として『アニメリコ』（animerico）を導入。各部の番組開始時や終了時に、櫻井美希によるサウンドロゴが入ったジングル が挿入されるようになった。ジングルはBS-TBS・TBSチャンネルやCBCテレビ（現在は不定期ネット）での遅れネット時にも流れるが、それ以外のネット局や一部の動画配信では流れない。同年6月にはTBSのアニメ番組全般を扱う広報用のTwitterアカウントが開設され、そちらでも『アニメリコ』の呼称が使用されていた（後に『TBSアニメーション』に改名。その後もしばらくユーザー名は「@animerico_info」のままであったが、後に「@tbs_animation」に変更されている。#外部リンク参照）。『アニメリコ』の名称は番組本編のジングルとTwitterのみで使用され、他局の深夜アニメ枠と異なりEPGの番組名には表記されない。
2023年10月期より5秒間の『TBSアニメ』ロゴブランドムービーが冒頭に挿入されるようになった。なお、このロゴブランドムービーは以降TBSが直接手掛ける毎週日曜夕方枠（16:30～17：00）番組と、後述の木曜 23:56 - 翌0:26枠でも用いられている。
2024年4月期より、従来土曜未明（金曜深夜）に放送されていた毎日放送製作の深夜アニメ枠『スーパーアニメイズム』が『スーパーアニメイズムTURBO』に改題され、本枠直後の金曜未明（木曜深夜）0:26 - 0:56に枠移動した事により、TBS系列全局にて深夜アニメが1時間連続で放送されるようになった。
2009年7月期までは、ハイビジョン制作の作品であっても旧来からのアナログテレビ放送の画面比率・4:3に収まるように映像をサイドカットして放送していた（BS-i→BS-TBSのみ16:9のフルサイズのまま放送。ただし、前述のTBS自局で放送しない作品についてはこの限りではない）。これについては地上デジタル放送でも同様（TBS以外の地上波ネット局を含む。画質もアナログ放送向けの標準画質にダウンコンバート）であったが、翌2009年10月期以降は16:9のフルサイズ・ハイビジョン放送が解禁され、それ以前の作品が再放送される際も順次フルサイズで放送されるようになった。
放送期間・独立局への番組展開など
大半の作品が1クール（3ヶ月間）の放送で、2クール以上連続で放送される作品は『THE IDOLM@STER』（2011年7・10月期）を最後に途絶えていたが、2021年10月・2022年1月期に『プラチナエンド』が10年ぶりの連続2クール作品として放送された。以降も2024年10月・2025年1月期の『トリリオンゲーム』も同様の形態で放送された。
2024年現在、TBSが製作委員会に参加しつつも自局で放送せずに独立局をメインとした放送展開（地デジ以前はUHFアニメと言われていた形式）が、ある程度継続的に放送されている。2019年10月期の『ノー・ガンズ・ライフ』（第1期）では、TBSが1955年の開局以来初めて、系列外他局のBS11（ビックカメラ系）やAT-X（テレビ東京ホールディングス系）と共に製作委員会に参加した。同作を皮切りに、本枠の一部の作品の製作にBS11が関与し、BS-TBSに代わりBS11がネット局となるケースが増加している。そのため2021年4月期まで番組OP・EDの終わりのスタッフロールに深夜アニメの作品では唯一、キー局ロゴの表示を行う局であった。
他キー局とのアニメ放送重複状況
金曜未明（木曜深夜）にはフジテレビの『ノイタミナ』（2025年3月まで。同4月から金曜23:30 - 翌0:00に移動し解消）とテレビ東京の深夜アニメ枠（不定期。2022年9月を最後に編成されていない）が編成されていた。前者が2015年4月に1枠編成となってからは定刻では競合しなくなったが、依然として10分間の宣伝番組や『木曜劇場』枠の拡大放送により放送時間を繰り下げる場合が多く、同局と競合がたびたび生じていた。2014年4月期を境にTBS側が放送時間帯を順次繰り下げ競合を回避していたが、2024年4月・7月期にはほぼ完全に競合する時間帯にアニメ枠が編成されていた。

## 略史
ここではTBSが深夜アニメを始めた20世紀末から現在に至る略史と、現在の状況を簡単にまとめる。
20世紀末～2000年代（前半）

TBSが自社で製作した深夜アニメは、深夜のバラエティ帯番組『ワンダフル』内の短編アニメとして1997年9月から1999年12月まで放送された、「ワンダフルアニメ」が先駆けである。多局の深夜アニメに比べると若干早めの時間に放送されたこともあり、視聴者からの反響も大きかった。
その後、2000年12月に開局したTBS系列のBSデジタル放送局・BS-i（現在のBS-TBS）で2001年10月期に『まほろまてぃっく』を放送して以降は、同局限定で複数の作品を放送した。
本枠の新設とレギュラー枠確立

TBS地上波でも、21世紀初頭から水曜未明（火曜深夜）においてBS-iと共通の複数の作品が不定期に放送されたが、2004年10月より金曜未明（木曜深夜）に曜日を移行した上で、新作アニメを毎クール2本ずつレギュラー放送する体制が確立した。
2010年、『けいおん!!(第2期)』がTBSが直接手掛けるアニメとしては初めてテレビ初放送の際にJNN全28局でも同時期に放送された。（ただし大半の局は数時間～数日遅れ）以降、2024年までは唯一の事例となった。
BS-TBS単独で放送する作品についてはBS-i時代の2006年10月・2007年1月期に放送された『Kanon』が最後となり、以降BS-TBSではTBSが製作した作品の遅れネットを開始する。それ以降も過去にTBSが製作した作品の新作エピソードを「特別編」や「番外編」と題して散発的に独占放送していた（これも2015年4月5日未明の『俺、ツインテールになります。』と『普通の女子校生が【ろこどる】やってみた。』以来、6年以上事例がない）。
2011年7月に一部岩手県、宮城県、福島県を除いてアナログ放送が終了。デジタル放送の完全移行に合わせるかたちで2012年4月期に番組編成が改編され、TBS逆ネット向けMBS製作作品にて『アニメイズム』枠レーベルを導入。BS-TBSでは日曜未明(土曜深夜)0:00より『アニメイズム』枠2本とTBS製作枠2本の大型深夜アニメ枠が確立し、TBSにおいても金曜未明(木曜深夜)は本局製作枠、土曜未明(金曜深夜)は逆ネット枠『アニメイズム』枠2本と棲み分けがされた。
番組再編と枠レーベル導入

2016年10月期を境に、本枠のネット体制は大きく変わっていく。2016年10月期よりCBCテレビのネット本数が1本に減少し、『アニメイズム』B1枠を含めて4本から2本に減少。2018年1月期には深夜アニメ枠そのものが消滅する事態となった。また、2017年4月期以降は地上波ではTBSのみのローカル編成の作品が増えるようになり、2019年7月期以降は旧作の再放送が行われるようになった。
2018年4月期より2021年7月期までは、TBS製作の深夜アニメの放送枠名称として『アニメリコ』（animerico）を導入。本局では2017年4月期より放送開始された『アニメサタデー630』に続く枠レーベル名称の導入となった。
この時期より本編とは直接関係ない提供表示パートについて各局では作品によっては廃され、本編中に右端下に小さく提供スポンサーを表示する作品が増えたが、TBSアニメではそういった事例は少ない。（2018年1月期に放送された『だがしかし２』と『たくのみ。』の2本が実施したのみ）
BS11の参入とBS-TBSでの番組縮小

2019年10月期の『ノー・ガンズ・ライフ』（第1期）にてBS11がTBSと共に製作に参加して放送されたのを境に、BS11では本枠の作品が放送されるようになり、BS-TBSは毎日放送製作『アニメイズム』枠のみのネットとなるケースが増え、TBS（が直接手掛ける）アニメの展開は若干保守的な傾向があった。
2020年4月期は新型コロナウイルス感染拡大の影響により、放送開始予定だった新作2本の放送が延期 となったため、『アニメリコ』の名称導入前を含む枠創設後初となる「TBSの深夜アニメ枠が2本とも再放送」という事例となり、BS-TBSでは一時的に深夜アニメの遅れネットが中断された。
2021年10月期から、冒頭のCMが2分間となり、本編開始が（前半枠は）25:30となる（2022年4月期に編成された後半枠も26:00開始となった）。また番組開始冒頭の『アニメリコ』ジングルが廃止され、3年半ぶりに無名枠に戻った。このほか2021年10月・2022年1月期の『プラチナエンド』のみ、提供スポンサーの表示がカラー化された。
MBS製作枠との連続編成再開、全国放送枠設置

2023年10月期より5秒間の『TBSアニメ』ロゴブランドムービーが冒頭に挿入されるようになった。なお、このロゴブランドムービーは以降TBSが直接手掛ける同時期より放送開始した毎週日曜夕方枠（16:30～17：00）番組と、後述の木曜 23:56 - 翌0:26枠でも用いられている。
2024年1月期より、木曜 23:56 - 翌0:26枠にTBS系列全28局ネット枠を新設。系列全局で同時ネットであるがローカルセールス枠となっており、TBSテレビを含めてノンスポンサー・PT扱いとして放送される場合がある。そのため「TBS系28局同時放送」とメディアでは用いる。ローカルセールスのアニメ枠で系列全局が同時放送となるのは本枠が唯一である。番組改編期には新作の放送開始前の事前番組として『大切なことはすべてアニメが教えてくれた』を同枠で放送する場合がある。
2024年4月期より従来土曜未明（金曜深夜）に放送されていた毎日放送製作の深夜アニメ枠『スーパーアニメイズム』が『スーパーアニメイズムTURBO』に改題され、本枠直後の金曜 0:26 - 0:56（木曜深夜）に枠移動した事により、TBS系列全局にて深夜アニメが1時間連続で放送されるようになった。毎年4月第2木曜日はゴルフ中継の影響で92分繰り下げて放送する。2024年10月期から2025年1月期まで放送された『アオのハコ』は2025年1月3日未明（2日深夜）に放送された。
TBSローカル枠でも2024年4月期の上記の編成にあわせ、金曜 0:59 - 1:28に再放送ながら深夜アニメ枠が新設される。以降関東地区に限りミニ番組を挟み4本連続でアニメが放送されている。同年7月期は新作枠と再放送枠を入れ替えを行い、新作枠の本編開始が1:01となっている。同年10月期は2年半ぶりに新作2本。となるが、枠自体は30分繰り下がり1:28 - 2:28の放送となる。その他、同年10月期と2025年1月期に限り、再放送枠とショートアニメ枠（10月限定）が月曜深夜に設定された。

## ネット局について
ここではローカルセールス枠に関して記述する。
2004年の番組枠新設当初、地上波ではTBSのみの関東ローカルで放送される番組もあったが、基本的に三大都市圏の地上波と衛星放送のBS-TBS（2009年3月まではBS-i）・TBSチャンネルというネット体制で固定されている。一部の番組はそれに加えて三大都市圏以外の系列局や系列外他局、三大都市圏内の独立局にもネットされている。
2017年4月期頃から、金曜未明（木曜深夜）のローカル枠は基本的に地上波では関東ローカルか一部地域のみネットとなっている。
字幕放送は2006年10月期より開始。TBS・MBS・CBCのみ対応しており、独立局（サンテレビ・KBS京都）やBS-TBS・BS11・TBSチャンネルでは実施していない。2018年9月以降は、AT-Xでも一部の番組に限り対応している。また2012年10月期 - 2016年1月期はTBSのみ連動データ放送を実施していた（2012年10月期は後半枠のみ）。

### 地上波
近畿広域圏 - 毎日放送（MBS） / サンテレビ / KBS京都
MBSでは当初は日曜未明（土曜深夜）の『アニメシャワー』枠内で放送されていたが、2009年4月よりBS-TBSの遅れネット枠が金曜未明（木曜深夜）から『アニメシャワー』枠と同日の日曜未明（土曜深夜）に移動した関係で、2011年4月以降は2018年7月期の『少女☆歌劇 レヴュースタァライト』を除いて、金曜→土曜未明（木曜→金曜深夜）の『アニメイズム』の後続枠か火曜→水曜未明（月曜→火曜深夜）の『アニメ特区』枠で放送されている。
サンテレビとKBS京都では、JNNネットワーク基本協定の適用外番組にあたるUHFアニメ形態の番組を放送。さらに従来よりMBSが関西圏におけるUHFアニメの受け皿的放送局として機能していることもあり、深夜アニメ以外を含む深夜帯の番組枠全体がひっ迫していることなどの事情により、MBSがTBS製作の番組のネットを見送り、代わりにサンテレビやKBS京都でネットされる事例が少なくない。KBS京都では2006年10月期の『009-1』より、サンテレビでは2009年1月期の『明日のよいち!』より遅れネットを開始した。サンテレビでの遅れネット開始以降、KBS京都ではネットされない番組が次第に増えていき、2015年以降は一時ネット実績が無くなっていたが、2019年10月期の『ノー・ガンズ・ライフ』（UHFアニメ形態）よりネットを再開した。2017年4月期の『クロックワーク・プラネット』以降は地上波で関東ローカルとなる番組が増加しており、近畿広域圏の地上波で視聴可能な番組も減少傾向にある。2024年10月期の『トリリオンゲーム』ではサンテレビが製作委員会に参加した。
中京広域圏 - CBCテレビ（旧：中部日本放送） / テレビ愛知（主にUHFアニメ形態の作品）
CBCでは『あにせん』と題した放送枠で遅れネットを行なっていたが、長年放送する曜日が分散しており、かつ遅れの幅も1週間以上と大きかった。2013年4月以降は曜日ごとに放送形態を集約。TBS製作の深夜アニメについてはTBSと同日の金曜未明（木曜深夜）に集約し、2015年1月期からはTBSと同日ネットとなっていた（例外的に2017年10月期は『アニメイズム』B1枠との連続編成で1日遅れ）。2016年10月期より2本中1本のみのネットに半減し、2018年1月期より『アニメイズム』共々レギュラーネット局から外れ、同年以降は不定期ネットとなっている。
テレビ愛知では従来よりUHFアニメ形態の作品や過去にCBCで放送された作品の実質再放送を実施してきたが、2020年10月期には『アサルトリリィ BOUQUET』をCBCに代わってネットした。
その他の地上波放送局
三大都市圏以外の地域でも放送される場合は原則としてTBS系列局で遅れネットされることが通例だが、製作者側の意向や製作体制によってはJNNネットワーク基本協定の適用対象外として、TBS系列局を有するにもかかわらず他系列局で放送される場合がある。また、TBSと関東の独立局で同時期に並行して放送されたケースもある。

### BS放送局
BS-TBS・BS-TBS 4K / BS11（主にUHFアニメ形態の作品） / BS日テレ・BS日テレ 4K（原則として実質再放送のみ、4Kでは放送しない作品あり）
概要で述べたように、BS-TBS（2009年3月まではBS-i）は2001年10月期の『まほろまてぃっく』を皮切りにTBSや各系列局で放送しない独自の番組を放送していたが、2004年10月期以降はTBS地上波と連動する形で全ての番組を遅れネットしている（一部例外あり）。当初はTBS地上波と同じ金曜未明（木曜深夜）の放送だったが、BS-TBSへの局名変更と同時期の2009年4月より日曜未明（土曜深夜）に移動した。放送日移動の前後頃から2010年代前半にかけて、遅れネットの幅が最大で3週間程度に広がっていたが、2015年10月期以降は基本的にTBS地上波から2日遅れで放送している。
地上波と異なり提供クレジットやアナウンスはなく、CM枠では主にその作品の映像ソフトのCMが流れる（いずれも発売元はTBSである）。日曜未明（土曜深夜）に移動した2009年4月より、提供バックの中央にカラーの局ロゴ（白のじゅうたん付き）を表示するようになった。また、BS-i時代にはBS11の『ANIME+』枠のように画面の隅に局ロゴのアニメーションがCM明けに短時間表示されていた（一部の番組を除く）。
2012年4月期 - 2013年1月期の作品には、BS-TBSも製作協力として参加した。2018年12月には4K放送の『BS-TBS 4K』が開局し、2K（HD）制作のものを4Kにアップコンバート（変換）して放送している。2020年10月期より、テレビ朝日系列の地上波全国ネットの『ANiMAZiNG!!!』（朝日放送テレビ幹事・ABCアニメーション製作）と競合が生じている（2本体制だった2020年10月期は第1部に相当。BS11でのネットとなる時期は競合は発生しない）。
2019年10月期の『ノー・ガンズ・ライフ』（第1期）以降の一部の作品については前述の通りBS11が製作委員会に参加（または製作協力）しているため、これらはBS11がネットする。特に2021年10月以降は『それでも歩は寄せてくる』・『トリリオンゲーム』・『さようなら竜生、こんにちは人生』と短編アニメの『放課後少年花子くん』以外の全ての作品がBS11製作参加となっている。
BS-TBSでの本放送終了後の実質再放送については、BS11での2020年10月期の『五等分の花嫁』（第1期、第2期のみBS11が製作協力） のほか、2019年4月期以降はBS日テレでも『アニメにむちゅ〜』枠で複数の番組を放送した実績がある（系列局のMBS製作の番組も複数放送実績がある）。なおTBS地上波で旧作の再放送を行う場合、BS-TBSは遅れネットを行わない（代わりにTBSチャンネルが半ば連動する形で再放送を行う事例もある）。
BS日テレでは前述した通り、長らく複数の番組を実質再放送するに留まっていたが、2024年10月期の『さようなら竜生、こんにちは人生』では地上波と同時期に放送されている。

### CS放送局
TBSチャンネル / AT-X / キッズステーション / アニマックス（TBSチャンネル以外は一部の作品のみ）
TBSチャンネル1では新作の遅れネット（地上波から約1週間遅れ）を、TBSチャンネル2では旧作の再放送を行う。UHFアニメ形態の番組も放送する。
AT-XではTBSチャンネル1での本放送終了後、一定の期間を置いて遅れネットを行う事例が多い。2019年10月期・2020年7月期の『ノー・ガンズ・ライフ』はAT-Xが製作委員会に参加している為、TBSチャンネルではなくAT-Xで放送された。過去にはキッズステーションやアニマックスも同様の事例があった。

### インターネットでの動画配信
TBSオンデマンド（2018年6月まで）→Paravi（2018年4月 - 2023年6月）→U-NEXT（2023年7月以降）など
TBSでの放送終了後、TBSオンデマンドにて動画配信を行なっていた（UHFアニメ形態の番組についてはそれぞれで対応が異なる）。同サイトは2018年6月をもってサービスを終了したが、同年4月に開設されたTBSが運営に参加しているParaviでも各番組を配信してきた。2018年10月期の『BAKUMATSU』からはABEMAなどのその他の動画配信サービスにおいても配信を行なっている（作品によっては、テレビ放送の終了後1 - 2クール以上の間隔を空けた上で配信されている）。

## TBSテレビの番組一覧
「TBSテレビ番組一覧#アニメ」も参照。

### 全国同時放送枠（木曜 23:56 - 金曜 0:26）
全国ネットだが全編ローカルセールス枠。便宜上、同時間帯で放送された毎日放送（以下MBS）製作のアニメ作品を含む。
| 作品名                     | 制作                             | 放送期間                      | 話数                | 備考                                                |
| -------------------------- | -------------------------------- | ----------------------------- | ------------------- | --------------------------------------------------- |
| 呪術廻戦（第2期）          | MAPPA                            | 2023年7月6日 - 12月28日       | 全23話 （通算47話） | MBS製作。 第1期は『スーパーアニメイズム』枠で放送。 |
| 勇気爆発バーンブレイバーン | CygamesPictures                  | 2024年1月11日 - 3月28日       | 全12話              | TBSでは全話ノンスポンサーでの放送。                 |
| 花野井くんと恋の病         | イーストフィッシュスタジオ       | 2024年4月4日 - 6月20日        | 全12話              |                                                     |
| ラーメン赤猫（第1期）      | E&H production                   | 2024年7月4日 - 9月19日        | 全12話              | TBSでは全話ノンスポンサーでの放送。                 |
| アオのハコ（第1期）        | テレコム・アニメーションフィルム | 2024年10月3日 - 2025年3月27日 | 全25話              | BSでは放送終了後にBS-TBSで放送。                    |
| ロックは淑女の嗜みでして   | BN Pictures                      | 2025年4月3日 - 6月26日        | 全13話              | TBSでは全話ノンスポンサーでの放送。                 |
| 神椿市建設中。             | SMDE                             | 2025年7月3日 -                | 全13話              |                                                     |
| 太陽よりも眩しい星         | スタジオKAI                      | 2025年10月2日 - (予定)        |                     |                                                     |

### ローカル金曜未明（木曜深夜）前半枠
| 作品名 | 制作                                   | 放送期間                      | 備考 |
| 1:25 - 1:55枠（第1期） | 1:25 - 1:55枠（第1期）                 | 1:25 - 1:55枠（第1期）        | 1:25 - 1:55枠（第1期） |
| --- | -------------------------------------- | ----------------------------- | --- |
| ジパング | スタジオディーン                       | 2004年10月7日 - 2005年3月31日 | アニマックス製作協力。 |
| 鋼の錬金術師（2003年版） | ボンズ                                 | 2005年4月7日 - 9月29日        | MBS製作、シリーズ前半のみの再放送。 |
| BLACK CAT | GONZO                                  | 2005年10月6日 - 2006年3月30日 | |
| xxxHOLiC | Production I.G                         | 2006年4月6日 - 9月28日        | キッズステーション製作協力。 |
| ここからTBSと一部地上波ネット局のみ字幕放送を実施。 |                                        |                               | |
| 009-1 | 石森エンタテインメント                 | 2006年10月5日 - 12月21日      | [ n 3 ] |
| ひだまりスケッチ | シャフト                               | 2007年1月11日 - 3月29日       | |
| おおきく振りかぶって | A-1 Pictures                           | 2007年4月12日 - 9月27日       | TBS・MBS製作委員会参加。 |
| 逮捕しちゃうぞ フルスロットル | スタジオディーン                       | 2007年10月4日 - 2008年3月27日 | [ n 4 ] |
| xxxHOLiC◆継 | Production I.G                         | 2008年4月3日 - 6月26日        | キッズステーション製作協力。 |
| ひだまりスケッチ×365 | シャフト                               | 2008年7月3日 - 9月25日        | |
| 1:29 - 1:59枠 |                                        |                               | |
| 夜桜四重奏 〜ヨザクラカルテット〜 | NOMAD                                  | 2008年10月2日 - 12月19日      | [ t 2 ] |
| 明日のよいち! | AIC                                    | 2009年1月8日 - 3月26日        | [ n 5 ] |
| PandoraHearts | XEBEC                                  | 2009年4月2日 - 9月24日        | |
| ここまでは、BS-i→BS-TBSを除き画面比率4:3（サイドカット）の標準画質による放送（地上デジタル放送を含む）。 ここからは、地上アナログ放送を除き画面比率16:9・ハイビジョン画質の放送に移行。 |                                        |                               | |
| けんぷファー | NOMAD                                  | 2009年10月1日 - 12月17日      | [ n 5 ] [ n 6 ] |
| ひだまりスケッチ×☆☆☆ | シャフト                               | 2010年1月7日 - 3月25日        | |
| 1:25 - 1:55枠（第2期） |                                        |                               | |
| おおきく振りかぶって 〜夏の大会編〜 | A-1 Pictures                           | 2010年4月1日 - 6月24日        | TBS・MBS製作委員会参加。 |
| アマガミSS | AIC                                    | 2010年7月1日 - 12月23日       | |
| IS 〈インフィニット・ストラトス〉 | エイトビット                           | 2011年1月6日 - 3月31日        | [ n 7 ] |
| 緋弾のアリア | J.C.STAFF                              | 2011年4月14日 - 6月30日       | スピンオフ『緋弾のアリアAA』は関東地区ではTOKYO MX、BS放送ではBS11で放送。                                                                    |
| THE IDOLM@STER | A-1 Pictures                           | 2011年7月7日 - 12月22日       | |
| キルミーベイベー | J.C.STAFF                              | 2012年1月5日 - 3月29日        | |
| あっちこっち | AIC                                    | 2012年4月5日 - 6月28日        | BS-TBS製作協力。 |
| 恋と選挙とチョコレート | AIC Build                              | 2012年7月5日 - 9月27日        | BS-TBS製作協力。 |
| ひだまりスケッチ×ハニカム | シャフト                               | 2012年10月4日 - 12月20日      | |
| ここからTBSのみ連動データ放送を実施。 |                                        |                               | |
| ささみさん@がんばらない | シャフト                               | 2013年1月10日 - 3月28日       | BS-TBS製作協力。 |
| 1:28 - 1:58枠（第1期） |                                        |                               | |
| やはり俺の青春ラブコメはまちがっている。 | ブレインズ・ベース                     | 2013年4月4日 - 6月27日        | |
| ステラ女学院高等科C3部 | GAINAX                                 | 2013年7月4日 - 9月26日        | [ n 5 ] |
| アウトブレイク・カンパニー | feel.                                  | 2013年10月3日 - 12月19日      | |
| 魔法戦争 | マッドハウス                           | 2014年1月9日 - 3月27日        | |
| 1:46 - 2:16枠 |                                        |                               | |
| ブレイドアンドソウル | GONZO                                  | 2014年4月3日 - 6月26日        | |
| RAIL WARS! | パッショーネ                           | 2014年7月3日 - 9月18日        | [ n 5 ] |
| 俺、ツインテールになります。 | プロダクションアイムズ                 | 2014年10月9日 - 12月25日      | 本作以降CBCでは同日ネットに移行。 |
| 幸腹グラフィティ | シャフト                               | 2015年1月8日 - 3月26日        | |
| やはり俺の青春ラブコメはまちがっている。続 | feel.                                  | 2015年4月2日 - 6月25日        | |
| 青春×機関銃 | ブレインズ・ベース                     | 2015年7月2日 - 9月17日        | |
| ランス・アンド・マスクス | Studio五組                             | 2015年10月1日 - 12月18日      | [ n 5 ] |
| ファンタシースターオンライン2 ジ アニメーション | テレコム・アニメーションフィルム       | 2016年1月8日 - 3月31日        | |
| 1:58 - 2:28枠 |                                        |                               | |
| 少年メイド | エイトビット                           | 2016年4月8日 - 7月1日         | [ n 5 ] |
| はんだくん | ディオメディア                         | 2016年7月8日 - 9月23日        | 原典『ばらかもん』のアニメ版は日本テレビで放送。                                                                                              |
| 私がモテてどうすんだ | ブレインズ・ベース                     | 2016年10月7日 - 12月23日      | [ n 5 ] |
| うらら迷路帖 | J.C.STAFF                              | 2017年1月5日 - 3月23日        | [ n 5 ] |
| クロックワーク・プラネット | XEBEC                                  | 2017年4月6日 - 6月22日        | [ n 4 ] |
| コンビニカレシ | studioぴえろ                           | 2017年7月7日 - 9月29日        | [ n 4 ] |
| DYNAMIC CHORD | studioぴえろ                           | 2017年10月5日 - 12月21日      | [ n 8 ] |
| ミイラの飼い方 | エイトビット                           | 2018年1月12日 - 3月30日       | [ n 2 ] [ n 8 ] [ n 9 ] |
| 1:28 - 1:58枠（第2期） |                                        |                               | |
| ここよりアニメリコ 第1部 |                                        |                               | |
| メガロボクス | トムス・エンタテインメント             | 2018年4月6日 - 6月29日        | 第2期は関東地区ではTOKYO MX、BS放送ではBS11で放送。                                                                                           |
| 少女☆歌劇 レヴュースタァライト | キネマシトラス                         | 2018年7月13日 - 9月28日       | 放送開始前週（TBSでは7月6日）に直前特番を放送。                                                                                               |
| 学園BASARA | ブレインズ・ベース                     | 2018年10月5日 - 12月21日      | [ n 2 ] [ n 8 ] [ n 9 ] |
| 五等分の花嫁 | 手塚プロダクション                     | 2019年1月11日 - 3月29日       | [ n 5 ] [ n 12 ] |
| けいおん！（セレクト放送） | 京都アニメーション                     | 2019年4月5日 - 6月28日        | [ n 4 ] |
| まちカドまぞく | J.C.STAFF                              | 2019年7月12日 - 9月27日       | [ n 4 ] |
| ノー・ガンズ・ライフ（第1期） | マッドハウス                           | 2019年10月11日 - 12月27日     | TBSチャンネルでの放送はなし。 BS11・AT-Xが製作委員会に参加。                                                                                  |
| 推しが武道館いってくれたら死ぬ | エイトビット                           | 2020年1月10日 - 3月27日       | [ n 2 ] [ n 8 ] [ n 14 ] |
| ノー・ガンズ・ライフ（第1期） | マッドハウス                           | 2020年4月10日 - 6月26日       | 第1期は再放送。TBSチャンネルでの放送はなし。 BS11・AT-Xが製作委員会に参加。                                                                   |
| ノー・ガンズ・ライフ（第2期） | マッドハウス                           | 2020年7月10日 - 9月25日       | 第1期は再放送。TBSチャンネルでの放送はなし。 BS11・AT-Xが製作委員会に参加。                                                                   |
| アサルトリリィ BOUQUET | シャフト                               | 2020年10月2日 - 12月25日      | 当初は同年7月放送開始予定だったが、新型コロナウイルス感染拡大の影響により延期された。 第6話放送翌週（TBSでは11月20日）に特番を放送。          |
| ここまで『アニメリコ』2枠体制 ここから『アニメリコ』1枠体制 |                                        |                               | |
| 五等分の花嫁∬ | バイブリーアニメーションスタジオ       | 2021年1月8日 - 3月26日        | BS11製作協力。 当初は2020年10月放送開始予定だったが、新型コロナウイルス感染拡大の影響により延期された。                                       |
| 異世界魔王と召喚少女の奴隷魔術Ω | 手塚プロダクション×オクルトノボル      | 2021年4月9日 - 6月11日        | 第1期は、2018年7月より9月までAT-Xほかにて放送された。                                                                                         |
| まちカドまぞく | J.C.STAFF                              | 2021年7月9日 - 9月24日        | 再放送。 |
| ここまで『アニメリコ』（名称廃止） |                                        |                               | |
| プラチナエンド | シグナル・エムディ                     | 2021年10月8日 - 2022年3月25日 | BS11が製作委員会に参加。。 |
| まちカドまぞく 2丁目 | J.C.STAFF                              | 2022年4月8日 - 7月1日         | BS11が製作委員会に参加。 |
| それでも歩は寄せてくる | SILVER LINK.                           | 2022年7月8日 - 9月23日        | [ n 8 ] [ n 19 ] |
| 地縛少年花子くん | Lerche                                 | 2022年10月7日 - 12月23日      | 再放送、本放送時とは異なり冒頭の『アニメリコ』ジングルを本編終了後のエンドカードに差し替えて放送。 第2期は日曜 16:30 - 17:00枠で放送。        |
| 冰剣の魔術師が世界を統べる | クラウドハーツ                         | 2023年1月6日 - 3月24日        | BS11が製作委員会に参加。 |
| 七つの大罪 | A-1 Pictures                           | 2023年4月7日 - 6月30日        | 再放送。MBS製作。 第14話以降は1:58 - 2:28に放送。                                                                                             |
| ここまで1枠体制 ここから再び2枠体制 |                                        |                               | |
| 聖者無双〜サラリーマン、異世界で生き残るために歩む道〜 | 横浜アニメーションラボ、クラウドハーツ | 2023年7月14日 -               | BS11が製作委員会に参加。 |
| アンダーニンジャ（第1話・第2話） | 手塚プロダクション                     | 2023年10月6日 - 10月13日      | BS11が製作委員会に参加。 |
| 1:43 - 2:13枠 |                                        |                               | |
| アンダーニンジャ（第3話以降） | 手塚プロダクション                     | 2023年10月20日 - 12月22日     | よるおびドラマ『Maybe 恋が聴こえる』放送のため15分繰り下げ。                                                                                  |
| ここまで2枠体制 ここのみ1枠体制 |                                        |                               | |
| 1:28 - 1:58枠（第3期） |                                        |                               | |
| 魔女と野獣 | 横浜アニメーションラボ                 | 2024年1月12日 - 4月5日        | BS11が製作委員会に参加。新作としては初のノンスポンサー 。                                                                                     |
| ここのみ1枠体制 ここから再び2枠体制 |                                        |                               | |
| 0:59 - 1:28枠 |                                        |                               | |
| 五等分の花嫁∬ | バイブリーアニメーションスタジオ       | 2024年4月5日 - 6月21日        | 再放送。本放送時とは異なり提供クレジットと次回予告をカット、冒頭の『アニメリコ』ジングルを『TBSアニメ』ロゴブランドムービーに差し替えて放送。 |
| 0:59 - 1:29枠 |                                        |                               | |
| ハズレ枠の【状態異常スキル】で最強になった俺がすべてを蹂躙するまで | Seven Arcs                             | 2024年7月5日 - 9月27日        | [ n 22 ] [ n 2 ] [ n 8 ] [ n 13 ] [ n 23 ] |
| 1:28 - 1:58枠（第4期） |                                        |                               | |
| さようなら竜生、こんにちは人生 | SynergySP、ベガエンタテイメント        | 2024年10月11日 - 12月27日     | [ n 19 ] [ n 24 ] |
| どうせ、恋してしまうんだ。（第1期） | 颱風グラフィックス                     | 2025年1月10日 - 3月28日       | [ n 4 ] [ n 13 ] |
| 地縛少年花子くん2（第1クール） | スタジオ雲雀                           | 2025年4月4日 - 6月27日        | 再放送。 |
| 水属性の魔法使い | 颱風グラフィックス、Wonderland         | 2025年7月4日 -                | BS11が製作委員会に参加。 |

### ローカル金曜未明（木曜深夜）後半枠
| 作品名 | 制作                             | 放送期間                       | 備考                                                                                               |
| 1:50 - 2:20枠 | 1:50 - 2:20枠                    | 1:50 - 2:20枠                  | 1:50 - 2:20枠                                                                                      |
| --- | -------------------------------- | ------------------------------ | -------------------------------------------------------------------------------------------------- |
| Blue Gender | AIC                              | 1999年10月7日 - 2000年3月30日  | [ n 3 ]                                                                                            |
| 1:55 - 2:25枠（第1期） |                                  |                                | |
| ローゼンメイデン | NOMAD                            | 2004年10月7日 - 12月23日       | [ n 2 ]                                                                                            |
| ああっ女神さまっ | AIC                              | 2005年1月6日 - 7月7日          | HBCのみネット。                                                                                    |
| 苺ましまろ | 童夢                             | 2005年7月14日 - 10月13日       | [ n 4 ]                                                                                            |
| ローゼンメイデン トロイメント | NOMAD                            | 2005年10月20日 - 2006年1月26日 | [ n 25 ]                                                                                           |
| びんちょうタン | スタジオディーン                 | 2006年2月2日 - 3月30日         | アニアニランド枠。                                                                                 |
| REC | シャフト                         | 2006年2月2日 - 3月30日         | アニアニランド枠。                                                                                 |
| ああっ女神さまっ それぞれの翼 | AIC                              | 2006年4月6日 - 9月14日         | [ n 2 ]                                                                                            |
| ここからTBSと一部地上波ネット局のみ字幕放送を実施。 |                                  |                                | |
| あさっての方向。 | J.C.STAFF                        | 2006年10月5日 - 12月21日       | |
| Venus Versus Virus | スタジオ雲雀                     | 2007年1月11日 - 3月29日        | [ n 3 ]                                                                                            |
| 怪物王女 | マッドハウス                     | 2007年4月12日 - 9月27日        | [ n 3 ]                                                                                            |
| CLANNAD | 京都アニメーション               | 2007年10月4日 - 2008年3月27日  | |
| To LOVEる -とらぶる- | XEBEC                            | 2008年4月3日 - 9月25日         | [ t 3 ]                                                                                            |
| 1:59 - 2:29枠 |                                  |                                | |
| CLANNAD 〜AFTER STORY〜 | 京都アニメーション               | 2008年10月2日 - 2009年3月26日  | |
| けいおん! | 京都アニメーション               | 2009年4月2日 - 6月25日         | |
| 大正野球娘。 | J.C.STAFF                        | 2009年7月2日 - 9月24日         | |
| ここまでは、BS-i→BS-TBSを除き画面比率4:3（サイドカット）の標準画質による放送（地上デジタル放送を含む）。 ここからは、地上アナログ放送を除き画面比率16:9・ハイビジョン画質の放送に移行。 |                                  |                                | |
| にゃんこい! | AIC                              | 2009年10月1日 - 12月17日       | |
| おおかみかくし | AIC                              | 2010年1月7日 - 3月25日         | [ n 5 ] [ n 2 ]                                                                                    |
| 1:55 - 2:25枠（第2期） |                                  |                                | |
| 会長はメイド様! | J.C.STAFF                        | 2010年4月1日 - 9月23日         | |
| それでも町は廻っている | シャフト                         | 2010年10月7日 - 12月23日       | [ n 5 ]                                                                                            |
| 夢喰いメリー | J.C.STAFF                        | 2011年1月6日 - 4月7日          | |
| 電波女と青春男 | シャフト                         | 2011年4月14日 - 6月30日        | |
| まよチキ! | feel.                            | 2011年7月7日 - 9月29日         | |
| 僕は友達が少ない | AIC Build                        | 2011年10月6日 - 12月22日       | |
| アマガミSS+ plus | AIC                              | 2012年1月5日 - 3月29日         | [ n 5 ]                                                                                            |
| さんかれあ | スタジオディーン                 | 2012年4月5日 - 6月28日         | BS-TBS製作協力。                                                                                   |
| この中に1人、妹がいる! | Studio五組                       | 2012年7月5日 - 9月27日         | BS-TBS製作協力。                                                                                   |
| ここからTBSのみ連動データ放送を実施。 |                                  |                                | |
| 武装神姫 | エイトビット                     | 2012年10月4日 - 12月20日       | BS-TBS製作協力。                                                                                   |
| 僕は友達が少ないNEXT | AIC Build                        | 2013年1月10日 - 3月28日        | |
| 1:58 - 2:28枠（第1期） |                                  |                                | |
| フォトカノ | マッドハウス                     | 2013年4月4日 - 6月27日         | |
| ローゼンメイデン | スタジオディーン                 | 2013年7月4日 - 9月26日         | 集英社『週刊ヤングジャンプ』版を基にしている。                                                     |
| IS 〈インフィニット・ストラトス〉 2 | エイトビット                     | 2013年10月3日 - 12月19日       | [ n 7 ]                                                                                            |
| 桜Trick | スタジオディーン                 | 2014年1月9日 - 3月27日         | |
| 2:16 - 2:46枠 |                                  |                                | |
| 僕らはみんな河合荘 | ブレインズ・ベース               | 2014年4月3日 - 6月19日         | キッズステーション製作協力。                                                                       |
| 普通の女子校生が【ろこどる】やってみた。 | feel.                            | 2014年7月3日 - 9月18日         | [ n 5 ]                                                                                            |
| 甘城ブリリアントパーク | 京都アニメーション               | 2014年10月6日 - 12月25日       | 本作終盤以降CBCでは同日ネットに移行。                                                              |
| 銃皇無尽のファフニール | ディオメディア                   | 2015年1月8日 - 3月26日         | [ n 5 ]                                                                                            |
| レーカン! | ぴえろプラス                     | 2015年4月2日 - 6月25日         | [ n 5 ]                                                                                            |
| 城下町のダンデライオン | プロダクションアイムズ           | 2015年7月2日 - 9月17日         | [ n 5 ]                                                                                            |
| ヤング ブラック・ジャック | 手塚プロダクション               | 2015年10月1日 -12月18日        | [ n 5 ]                                                                                            |
| だがしかし | feel.                            | 2016年1月8日 - 4月1日          | [ n 5 ]                                                                                            |
| 2:28 - 2:58枠 |                                  |                                | |
| 坂本ですが? | スタジオディーン                 | 2016年4月8日 - 7月1日          | [ n 9 ]                                                                                            |
| この美術部には問題がある! | feel.                            | 2016年7月8日 -9月23日          | [ n 5 ]                                                                                            |
| ガーリッシュナンバー | ディオメディア                   | 2016年10月7日 - 12月23日       | [ n 5 ] [ n 2 ]                                                                                    |
| セイレン | Studio五組×AXsiZ                 | 2017年1月5日 - 3月23日         | [ n 5 ] [ n 2 ]                                                                                    |
| カブキブ! | スタジオディーン                 | 2017年4月6日 - 6月22日         | [ n 27 ]                                                                                           |
| アクションヒロイン チアフルーツ | ディオメディア                   | 2017年7月7日 - 9月29日         | [ n 4 ]                                                                                            |
| 中二病でも恋がしたい！ | 京都アニメーション               | 2017年10月6日 - 12月22日       | [ n 13 ] [ n 28 ] [ 注 27 ]                                                                        |
| だがしかし2 | 手塚プロダクション               | 2018年1月12日 - 3月30日        | 15分枠を2本立てで放送。                                                                            |
| たくのみ。 | プロダクションアイムズ           | 2018年1月12日 - 3月30日        | 15分枠を2本立てで放送。                                                                            |
| 1:58 - 2:28枠（第2期） |                                  |                                | |
| ここよりアニメリコ 第2部 |                                  |                                | |
| されど罪人は竜と踊る | セブン・アークス・ピクチャーズ   | 2018年4月6日 - 6月22日         | [ n 4 ] [ 注 29 ]                                                                                  |
| 七星のスバル | Lerche                           | 2018年7月6日 - 9月28日         | [ n 4 ]                                                                                            |
| BAKUMATSU | スタジオディーン                 | 2018年10月5日 - 12月21日       | [ n 4 ]                                                                                            |
| グリムノーツ The Animation | ブレインズ・ベース               | 2019年1月11日 - 3月29日        | [ n 4 ]                                                                                            |
| BAKUMATSUクライシス | スタジオディーン                 | 2019年4月5日 - 6月21日         | [ n 4 ]                                                                                            |
| 少女☆歌劇 レヴュースタァライト 再演（再放送） | キネマシトラス                   | 2019年7月5日 - 9月20日         | 初回は1:28 - 1:58に放送。                                                                          |
| 星合の空 | エイトビット                     | 2019年10月11日 - 12月27日      | [ n 2 ] [ n 8 ] [ n 29 ]                                                                           |
| 地縛少年花子くん | Lerche                           | 2020年1月10日 - 3月27日        | [ n 5 ]                                                                                            |
| やはり俺の青春ラブコメはまちがっている。続 | feel.                            | 2020年4月10日 - 7月3日         | 再放送。 最終話は1:28 - 1:58に放送。                                                               |
| やはり俺の青春ラブコメはまちがっている。完 | feel.                            | 2020年7月10日 - 9月25日        | [ n 29 ]                                                                                           |
| 安達としまむら | 手塚プロダクション               | 2020年10月9日 - 12月25日       | BS11製作協力。                                                                                     |
| この間中断。「アニメリコ」レーベルも廃止 |                                  |                                | |
| 魔法使い黎明期 | 手塚プロダクション               | 2022年4月8日 - 7月1日          | BS11が製作委員会に参加。                                                                           |
| この間中断 |                                  |                                | |
| 七つの大罪 | A-1 Pictures                     | 2023年7月14日 - 9月29日        | 再放送。MBS製作。 第13話以前は1:28 - 1:58に放送。                                                  |
| 2:13 - 2:26枠 |                                  |                                | |
| 放課後少年花子くん（第1話 - 第4話） | Lerche                           | 2023年10月13日 - 11月3日       | 初回のみ1:58 - 2:11の放送。                                                                        |
| この間中断 |                                  |                                | |
| 1:28 - 1:58枠 |                                  |                                | |
| 変人のサラダボウル | SynergySP、スタジオコメット      | 2024年4月5日 - 6月21日         | BS11・CBCが製作委員会に参加。                                                                      |
| 1:29 - 1:59枠 |                                  |                                | |
| 七つの大罪 黙示録の四騎士（第13話 - 第24話） | テレコム・アニメーションフィルム | 2024年7月5日 - 9月20日         | 再放送。                                                                                           |
| 1:58 - 2:28枠（第3期） |                                  |                                | |
| トリリオンゲーム | マッドハウス                     | 2024年10月4日 - 2025年3月28日  | AT-X・サンテレビが製作委員会に参加。 初回は1:28 - 2:28、最終回は1:58 - 2:58にそれぞれ2話連続放送。 |
| 1:58 - 2:04枠 |                                  |                                | |
| ンめねこ | Kumarba                          | 2025年4月4日 -                 | [ n 4 ] [ n 1 ]                                                                                    |

### 火曜未明（月曜深夜）前半枠
| 作品名                              | 制作            | 放送期間                 | 備考            |
| 1:35 - 1:48枠                       | 1:35 - 1:48枠   | 1:35 - 1:48枠            | 1:35 - 1:48枠   |
| ----------------------------------- | --------------- | ------------------------ | --------------- |
| 放課後少年花子くん（第5話 - 第8話） | Lerche          | 2024年10月8日 - 10月29日 | [ n 4 ] [ n 1 ] |
| 1:35 - 2:05枠                       |                 |                          |                 |
| 地縛少年花子くん（第5話 - 第12話）  | Lerche          | 2024年11月5日 - 12月17日 | 再放送。        |
| 戦隊大失格                          | Yostar Pictures | 2025年1月14日 - 4月1日   | 再放送。        |

### 火曜未明（月曜深夜）後半枠
| 作品名                            | 制作          | 放送期間                 | 備考          |
| 1:48 - 2:18枠                     | 1:48 - 2:18枠 | 1:48 - 2:18枠            | 1:48 - 2:18枠 |
| --------------------------------- | ------------- | ------------------------ | ------------- |
| 地縛少年花子くん（第1話 - 第4話） | Lerche        | 2024年10月8日 - 10月29日 | 再放送。      |

### 水曜未明（火曜深夜）枠
| 作品名                                                       | 制作                                                 | 放送期間                                             | 放送時間                                             | 備考                                                 |
| 金曜未明（木曜深夜）枠が定着する以前に放送された番組         | 金曜未明（木曜深夜）枠が定着する以前に放送された番組 | 金曜未明（木曜深夜）枠が定着する以前に放送された番組 | 金曜未明（木曜深夜）枠が定着する以前に放送された番組 | 金曜未明（木曜深夜）枠が定着する以前に放送された番組 |
| ------------------------------------------------------------ | ---------------------------------------------------- | ---------------------------------------------------- | ---------------------------------------------------- | ---------------------------------------------------- |
| ちっちゃな雪使いシュガー                                     | J.C.STAFF                                            | 2001年10月2日 - 2002年3月26日                        | 2:20 - 2:50                                          | 第1話のみ一部系列局でも放送。                        |
| ちょびっツ                                                   | マッドハウス                                         | 2002年4月2日 - 9月24日                               | 1:50 - 2:20                                          |                                                      |
| ヒートガイジェイ                                             | サテライト                                           | 2002年10月1日 - 2003年3月25日                        | 1:50 - 2:20                                          | [ n 4 ]                                              |
| なるたる                                                     | プラネット                                           | 2004年1月14日 - 3月17日                              | 3:27 - 3:57                                          | 本放送はキッズステーションで前年7月 - 9月に実施。    |
| 忘却の旋律                                                   | J.C.STAFF                                            | 2004年4月6日 - 9月21日                               | 2:54 - 3:24                                          | [ n 4 ]                                              |
| TBS製作・自局放送の深夜アニメが3枠となったため放送された番組 |                                                      |                                                      |                                                      |                                                      |
| 神曲奏界ポリフォニカ                                         | 銀画屋                                               | 2007年4月4日 - 6月20日                               | 4:15 - 4:45                                          | [ n 32 ]                                             |
| けいおん!!                                                   | 京都アニメーション                                   | 2010年4月7日 - 9月29日                               | 1:25 - 1:55                                          | JNN全28局で放送。                                    |

### 帯番組
| 作品名                                                                       | 制作 | 放送期間        | 放送時間           | 備考                                                                               |
| ---------------------------------------------------------------------------- | ---- | --------------- | ------------------ | ---------------------------------------------------------------------------------- |
| ゴルゴ13                                                                     | -    | 1971年4月 - 7月 | 平日 23:30 - 23:45 | 静止画に音声を乗せた「スチールアニメ」。さいとうプロ公式では「劇画ドラマ」と呼称。 |
| 「ワンダフルアニメ」についてはワンダフル (テレビ番組)#ワンダフルアニメを参照 |      |                 |                    |                                                                                    |

### UHFアニメ形態で放送された番組
#概要で触れたように、TBSが製作委員会に参加しつつも関東地方ではTBSではなく独立局にて放送された作品を列挙する。
主に近畿広域圏ではサンテレビやKBS京都、中京広域圏ではテレビ愛知、BS放送ではBS11、CS放送ではAT-XやTBSチャンネル2で放送。字幕放送は全局で実施しない。
| 作品名                              | 制作               | 放送期間          | 備考                      |
| ----------------------------------- | ------------------ | ----------------- | ------------------------- |
| 英國戀物語エマ                      | ぴえろ             | 2005年4月 - 6月   | BS-iでも3ヶ月遅れで放送。 |
| Fate/stay night                     | スタジオディーン   | 2006年1月 - 6月   | [ n 1 ] [ t 2 ] [ 注 30 ] |
| 夜明け前より瑠璃色な                | 童夢               | 2006年10月 - 12月 | [ n 33 ]                  |
| もっとTo LOVEる -とらぶる-          | XEBEC              | 2010年10月 - 12月 | [ n 1 ]                   |
| 中二病でも恋がしたい！              | 京都アニメーション | 2012年10月 - 12月 | [ n 13 ] [ n 28 ]         |
| To LOVEる -とらぶる- ダークネス     | XEBEC              | 2012年10月 - 12月 | [ n 13 ]                  |
| たまこまーけっと                    | 京都アニメーション | 2013年1月 - 3月   | [ n 13 ]                  |
| 境界の彼方                          | 京都アニメーション | 2013年10月 - 12月 | [ n 13 ] [ n 34 ]         |
| 中二病でも恋がしたい!戀             | 京都アニメーション | 2014年1月 - 3月   | [ n 13 ]                  |
| To LOVEる -とらぶる- ダークネス 2nd | XEBEC              | 2015年7月 - 10月  | [ n 13 ] [ t 4 ]          |
| Extreme Hearts                      | Seven Arcs         | 2022年7月 - 9月   | [ n 13 ]                  |

### 放送局に関する脚注
TBSに関する脚注
1. ↑  2009年10月から2010年3月までMBS同様に逆ネット枠にて地デジでは16：9サイズで、アナログ放送では本放送同様にSD画質4：3サイズで再放送を実施。
2. 1 2  再アニメ化にTBSは関与していない。
3. ↑  テレビアニメ第2期以降は自局では放送せず、独立局主体で放送。
4. ↑  クレジットなどでは製作委員会への参加は表記されていないが、2015年のTBSアニメフェスタに参加するなど引き続き製作に関与している。

ネット局に関する脚注
1. 1 2 3 4 5 6 7 8 9 10 11 12 13  無料BS放送では未放送。
2. 1 2 3 4 5 6 7 8 9 10 11 12 13 14 15 16 17 18 19 20 21 22  東海3県では未放送。
3. 1 2 3  関西圏ではKBS京都でネット。
4. 1 2 3 4 5 6 7 8 9 10 11 12 13 14 15 16 17 18 19 20 21 22 23 24 25 26 27 28 29 30 31 32 33 34 35  関東ローカル。
5. 1 2 3 4 5 6 7 8 9 10 11 12 13 14 15 16 17 18 19 20 21 22 23 24 25 26  関西圏ではサンテレビでネット。
6. ↑  特別編は関西圏ではサンテレビ・KBS京都でネット。
7. 1 2 3 4 5 6 7 8  関西圏ではサンテレビ・KBS京都でネット。
8. 1 2 3 4 5 6 7 8 9 10 11 12 13 14 15 16 17  関西圏では未放送。
9. 1 2 3  あいテレビでもネット。
10. ↑  北陸放送・あいテレビでもネット。
11. 1 2 3  RKB毎日放送でもネット。
12. ↑  CBCでは本放送時未ネットだったが、2022年10月期に遅れて初放送。
13. 1 2 3 4 5 6 7 8 9 10 11 12 13 14 15 16 17 18 19 20 21 22 23 24 25 26 27  BS11『ANIME+』枠で放送。
14. ↑  RSK山陽放送でも1クール遅れネット。
15. ↑  テレビ山梨・新潟放送でもネット。
16. ↑  CBCでは本放送時未ネットだったが、2023年1月期に遅れて初放送。
17. 1 2 3  BS-TBSでの放送は無し。
18. ↑  北海道放送・IBC岩手放送・東北放送・テレビユー福島・熊本放送でもネット。
19. 1 2 3 4  熊本放送でもネット。
20. 1 2 3  北海道ではテレビ東京系列のテレビ北海道でネット。
21. ↑  IBC岩手放送と同時ネット。（本放送時未ネット。第1期は未放送。）
22. ↑  IBC岩手放送と同時ネット。
23. 1 2  栃木県ではとちぎテレビでもネット。
24. ↑  BS日テレ『アニメにむちゅ〜』枠で放送。
25. ↑  後にTBSとBS-TBSで特別編を放送。
26. ↑  『びんちょうタン』のみMBSで『完全版』を遅れネット。
27. ↑  東北放送・静岡放送・RKB毎日放送でもネット。
28. 1 2  BSアニマックスでも放送（BS11より先行）。
29. 1 2  静岡放送でもネット。
30. ↑  北海道放送でもネット。
31. ↑  東京都ではTOKYO MXでもネット。
32. 1 2  アニメ第2期はTBSは未関与。
33. 1 2  UHFアニメだが、BS-i（旧：BS-TBS）でも放送。
34. ↑  関西圏ではかつてTBSと腸捻転ネット関係にあった朝日放送（当時）で放送。

## 系列局製作番組枠
2006年4月期より、土曜未明（金曜深夜）に中部日本放送（現：CBCテレビ）が製作した『ウィッチブレイド』をネットしたことを契機に、系列局製作の番組（逆ネット）枠としてレギュラー化。同年10月期の『コードギアス 反逆のルルーシュ』を皮切りに毎日放送製作の番組も編成するようになり、2本体制の放送枠として定着した（1本または3本となる時期もあった）。
2012年4月期以降は毎日放送製作の番組のみに特化し、製作局の毎日放送に準じて『アニメイズム』の枠名称が使用されるようになった。2019年7月期からは、前4月期をもって廃止された土曜朝の『アニメサタデー630』と入れ替わる形で、直前の1:25 - 1:55にTBS系列全国ネットの『スーパーアニメイズム』が新設。2024年1月期までは2011年10月期から2012年1月期以来の3本体制が続いた。2024年4月期からは『スーパーアニメイズム』枠が金曜 0:26 - 0:56（木曜深夜）に移動し、『スーパーアニメイズムTURBO』枠に改称している。
後述の一覧の通り、CBC製作の番組の放送実績は2012年3月に終了した『ラストエグザイル-銀翼のファム-』で途絶えていたが、2024年4月期より日曜 23:30 - 月曜 0:00にてCBCテレビ製作の『アガルアニメ』がTBS系列全国ネットの放送枠として新設され、12年ぶりにCBCからの逆ネット枠が復活。毎日放送製作の枠と合わせて、4本体制となっている。
2009年9月まではTBS製作の番組と同様に、地上デジタル放送を含めて画面比率・4:3にサイドカットされた標準画質映像での放送だったが、翌2009年10月以降は16:9・ハイビジョン画質での放送となった。アナログ放送では、2011年7月の停波まで4:3・サイドカットで放送されていた。
連動データ放送については2007年4月期の『ロミオ×ジュリエット』より開始。MBS製作の番組については2013年4月期より開始した。
BS-TBSでは、2012年1月期の『妖狐×僕SS』よりTBS製作の番組と同日の日曜未明（土曜深夜）に遅れネットを開始。2020年4月期以降は、TBS地上波と同日の土曜未明（金曜深夜）に移動している。同局では基本的に『スーパーアニメイズム』はネットせず、『アニメイズム』枠の2番組のみネットしている。

### 逆ネット枠で放送された中部日本放送製作深夜アニメ番組
| 作品名                                    | 制作                        | 放送期間               | 備考 |
| ----------------------------------------- | --------------------------- | ---------------------- | --- |
| ウィッチブレイド                          | GDH、スカパー・ウェルシンク | 2006年4月 - 9月        | CBC初の16:9デジタルマスター製作深夜アニメ。関西圏では地上波未ネット。                                            |
| 銀河鉄道物語 〜永遠への分岐点〜           | プラネット                  | 2006年10月 - 2007年3月 | |
| ロミオ×ジュリエット                       | GDH、スカパー・ウェルシンク | 2007年4月 - 9月        | CBC初のハイビジョン制作深夜アニメ。深夜アニメ番組では初の連動データ放送。関西圏ではサンテレビとKBS京都でネット。 |
| ULTRASEVEN X                              | 円谷プロダクション          | 2007年10月 - 12月      | 深夜特撮番組。                                                                                                   |
| のらみみ（第1期）                         | トムス・エンタテインメント  | 2008年1月 - 3月        | TOKYO MXにて再放送を実施。第2期は関東ではTOKYO MXでネット。尚、第1期・第2期共に関西圏では地上波未ネット。        |
| イタズラなKiss                            | トムス・エンタテインメント  | 2008年4月 - 9月        | 関西圏ではサンテレビでネット。                                                                                   |
| 鉄のラインバレル                          | GONZO                       | 2008年10月 - 2009年3月 | ハイビジョン制作。連動データ放送。関西圏ではサンテレビでネット。                                                 |
| 戦国BASARA（第1期）                       | Production I.G              | 2009年4月 - 6月        | MBSとの共同製作。ハイビジョン制作。第2期はMBS製作・TBS系列全国ネット。                                           |
| うみものがたり 〜あなたがいてくれたコト〜 | ゼクシズ                    | 2009年6月 - 9月        | |
| Angel Beats!                              | P.A.WORKS                   | 2010年4月 - 6月        | MBSも製作委員会に参加。ハイビジョン制作。地デジでは16:9ハイビジョン画質で放送された深夜アニメ作品。              |
| ラストエグザイル-銀翼のファム-            | GONZO                       | 2011年10月 - 2012年3月 | ハイビジョン制作。16:9ハイビジョン画質での放送。連動データ放送。関西圏ではサンテレビでネット。                   |

## BS-TBSの番組一覧

### テレビシリーズ
TBS地上波でも放送された番組は#TBSテレビの番組一覧を参照。
いずれも金曜未明（木曜深夜）0:30 - 1:00枠（『Kanon』のみ30分遅い1:00 - 1:30枠）で放送。
- まほろまてぃっく（2001年）
- まほろまてぃっく〜もっと美しいもの〜（2002 - 2003年）
- ぽぽたん（2003年）
- 真月譚 月姫（2003年）
- ゆめりあ（2004年）
- この醜くも美しい世界（2004年）
- AIR（2005年）

2008年にテレ玉『アニたま』枠で地上波初放送。
- これが私の御主人様（2005年）
- Kanon（2006年 - 2007年）

### 特別編・番外編・総集編
主にTBSが過去に製作・放送した作品の新作エピソードを放送。番組枠は時期により異なる（大半は既存の深夜アニメ枠で改編期に放送）。
- ひだまりスケッチ 特別編（2007年10月19日 金曜 0:30 - 1:30）

全2話を連続放送。前編はTBSアニメフェスタ2007で先行上映された。
- おおきく振りかぶって（番外編）（2008年4月11日 金曜 0:30 - 1:00）

同年8月にはMBS『アニメシャワー』枠でも放送。
- 怪物王女（番外編）（2008年4月11日 金曜 1:00 - 1:30）
- ひだまりスケッチ×365 特別編（2009年10月18日 - 10月25日 日曜 0:30 - 1:00）

全2話を2週間にわたり放送。
- まほろまてぃっく特別編 ただいま◆おかえり（2009年10月18日 - 10月25日 日曜 1:00 - 1:30）

全2話を2週間にわたり放送。
- Fate/stay night TV reproduction（2010年1月17日 日曜 23:00 - 翌0:54）

劇場版『UNLIMITED BLADE WORKS』の公開に先駆けた特別編集版。2006年のテレビシリーズはBS-TBSを含むBS各局では未放送。
- ひだまりスケッチ×☆☆☆ 特別編（2010年10月24日 - 10月31日 日曜 1:00 - 1:30）

全2話を2週間にわたり放送。
- ひだまりスケッチ×SP（2011年10月30日 - 11月6日 日曜 1:30 - 2:00）

全2話を2週間にわたり放送。
- THE IDOLM@STER 特別編（2012年6月17日 日曜 3:30 - 4:00）
- ひだまりスケッチ 沙英・ヒロ 卒業編（2013年11月30日 土曜 3:00 - 4:00）

全2話を連続放送。
- 俺、ツインテールになります。特別編（2015年4月5日 日曜 1:00 - 1:30）
- 普通の女子校生が【ろこどる】やってみた。特別編（2015年4月5日 日曜 1:30 - 2:00）

## アニメ以外の関連番組
- 激☆店（2003年7月 - 2005年3月、BS-i）

アニメ・ゲーム関連グッズの双方向通販番組。一時期、TBS地上波でも放送されていた時期があった。
- アニクリ・アニクリ2005（2004・2005年、BS-i）

向井政生（当時、2023年在職中に死去）アナウンサーによるアニメ情報番組。
- カード学園（2009年4月 - 2010年3月、TBS・BS-TBS）

トレーディングカードゲーム『ヴァイスシュヴァルツ』の関連番組。番組内でショートアニメ『ヴァイス・サヴァイヴ』シリーズが放送された。なお、本放送終了後にBS-TBSで再放送が実施された。
- ぼいすた!（2011年4月2日 - 9月24日、BS-TBS）

BS-TBSにとっては『激☆店』以来となる声優による情報番組。2012年の元日未明には4時間の特別番組が放送された。
- スキイモ 〜アニメがみたくなる呪文〜（2013年3月 - 2017年2月、YouTube）

YouTubeのTBS公式チャンネルにて配信されていたアニメ情報番組。2014年3月までは『女子が語るアニメ話「これスキ!なんかイモみたい!!」』、同年4月 - 2015年3月までは『みんなが語るアニメ話「これスキ!なんかイモみたい!!」』というタイトルだった。
- 大切なことはすべてアニメが教えてくれた（2024年4月 - ）

アニメによって人生が変わったという人々（各クールごとの新作に出演する声優が登場することが主）にインタビューし、勇気をくれた名セリフや胸を焦がしたエピソードなどを紹介するバラエティ番組。改編期の特番として放送。